# Marinus Barletius

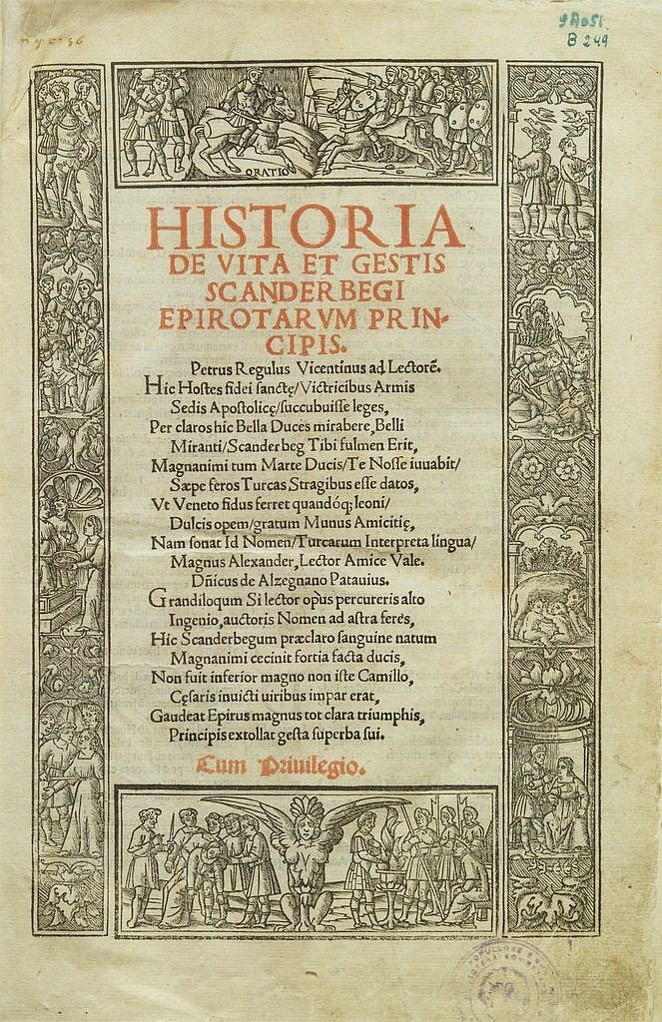
Historia de vita et gestis Scanderbegi Epirotarum.

Marinus Barletius (italienska: Marino Barlezio; albanska: Marin Barleti) var en albansk historiker, författare, humanist och katolsk präst som var verksam i Italien, född cirka 1450 i staden Shkodra i Albanien, död 1512 eller runt 1520, förmodligen i Rom i Italien.
Han var i sin hemstad Shkodra när osmanerna belägrade området för andra gången 1478.
Barleti kom till Italien 1479 och påbörjade där studier i historia. Åren 1504-1505 publicerade han i Venedig De obsidione Scodrensi ("Shkodras belägring"). En engelsk version av denna bok utkom 2012 (utgiven av förlaget Onufri), vilket sammanföll med 100-årsjubileet av Albaniens självständighet.
Mellan åren 1506 och 1510 publicerade Barleti i Rom Historia de vita et gestis Scanderbegi Epirotarum principis (Historien om Skanderbegs liv och död, furste av Epirus). Det blev hans mest kända verk, biografin om Skanderbeg, som omgående översattes till flera språk, i stort sett till alla de europeiska språken. Än idag är boken den viktigaste källan för studier om Skanderbeg. Boken etablerade hyllandet av Skanderbeg och spelade en viktig roll i formandet av albanernas nationella medvetande.
Huvudbiblioteket i Shkodra har namngivits efter Marin Barleti. Även ett nygrundat universitet i Tirana (Universiteti Marin Barleti) har namngivits efter honom.